# Aristandro
Aristandro era visto como o conselheiro e interpretador de sonhos e presságios de Alexandre, o Grande. Foi visto por Alexandre em uma praia quando este ainda estava libertando as cidades gregas localizadas na Ásia. Logo da morte do rei profetizou que o país onde se realizasse o enterro do seu corpo far-se-ia grande. Por isso Ptolomeu I ordenou o saque do seu corpo.
Aristander já estava na comitiva de Filipe II em 357/6, quando interpretou corretamente um sonho como revelando a gravidez de Olímpia. As fontes antigas o colocam interpretando presságios desde o nascimento do conquistador até sua morte. Embora os detalhes sejam dados de várias maneiras e alguns incidentes fictícios, Aristandro foi claramente uma presença influente durante as campanhas de Alexandre e desempenhou um papel importante na elevação do moral do exército macedônio. Há indícios de que escreveu obras divinatórias antes, durante ou depois da expedição, embora também seja possível que essas obras tenham sido atribuídas de forma espúria.